# スカイスキッパー
『スカイスキッパー』（Sky Skipper）は、任天堂が1981年に稼動を開始したアーケードゲーム。

## ゲーム概要
8方向レバーと二つのボタン（加速・攻撃）で操作構成されたアクションシューティング。
プレイヤーは複葉機を操縦して、閉じ込められたトランプ王国の人々を救出していく。トランプ王国を襲うゴリラ（ドンキーコングではない）の軍団を爆弾で気絶させ、その隙に国王（キング）・女王（クイーン）・王子（ジャック）・兵士たち（ダイヤ・スペード・ハート・クラブ）を助ける。
自機は時間経過で燃料を消費していき、雲の中に入ったり、ゴリラからの攻撃を受けることで大きく消費するが、飛行場の旗を取る（給油場に着陸したことになる）ことにより一定量回復する（ステージにつき1回）。燃料が尽きると墜落してミスとなる。

## 移植版
海外では1983年にAtari 2600版が発売された。その後、同時期稼動の任天堂のアーケードゲーム（『ドンキーコング』、『マリオブラザーズ』など）と違い他機種に移植されず幻のタイトルとも言われていたが、2018年に米国で開催されたゲーム見本市「E3 2018」で任天堂が配信した番組「Nintendo Treehouse Live」内において、同年7月にアーケードアーカイブスの一種としてNintendo Switch向けに配信予定であることが発表され、7月20日に配信を開始した。アメリカで現存していたアーケードゲーム基板をもとに再現されたものである。

## その他
- 効果音やBGMのほとんどは『ピンボール』や『アイスクライマー』等、同社製作の他ゲームに似ている。